# 인후통
인후통(咽喉痛, sore throat, throat pain) 또는 목앓이는 목구멍(인후)의 통증이나 자극이다. 인후통의 원인이 되는 질환은 다음과 같다.
- 바이러스 감염
- A군 연쇄상구균 감염[2]
- 인두염 (목구멍에 생긴 염증)
- 편도염 (편도에 생긴 염증)
- 탈수[3]

대다수의 인후통은 바이러스가 원인이며 이때는 항생제가 도움이 되지 않는다. 항생제의 오용과 항생제 내성 간에는 매우 강한 연관성이 있다는 것이 알려져 있다.
인후통의 증상은 다음과 같다.
- 입 안쪽 혹은 목이 따끔거리는 느낌[5]
- 삼킴통증
- 말할 때 느껴지는 불편감
- 타는 듯한 느낌
- 목의 부기[5]

A군 연쇄상구균과 같은 세균에 의한 인후통은 항생제를 통해 환자를 더 빠르게 치료할 수 있다. 또한 항생제 사용은 세균 감염이 다른 부위로 전파되어 인두후농양이나 편도주위농양으로 이어지지 않도록 예방하며, 류마티스열이나 류마티스 심장질환 등의 합병증이 발생할 위험을 줄여 준다. 많은 선진국에서 연쇄상구균으로 인한 질환은 그 빈도가 많이 줄어들었으므로, 바이러스 감염에 항생제를 사용하는 일을 최소화하도록 공공보건 분야가 활동 중이다.
어린아이에서 인후통의 약 35%와 성인 인후통의 약 5 ~ 25%은 A군 연쇄상구균 감염에 의한 것이다. 그 외의 인후통은 바이러스 감염이 원인이라고 추정된다. 인후통은 환자들이 병원을 찾는 흔한 이유이며 1차 진료를 본 의사가 항생제를 처방하는 가장 주된 이유이다. 미국에서 인후통을 주소로 응급의학과, 병원, 의원 등으로 내원하는 사람은 연간 성인 700만 명, 어린이 700만 명 정도로 모든 환자의 1% 가량을 차지한다.

## 정의
인후통은 목구멍에서 느껴지는 통증이다.

## 진단
인후통의 80% 정도를 차지하는 가장 흔한 원인은 바이러스가 감염되어 걸리는 급성 바이러스성 인후염이다.  그 외의 다른 원인에는 세균 감염으로 인한 경우(연쇄상구균 인두염), 외상, 종양 등이 있다. 위 식도 역류병에서는 위산이 목구멍까지 역류하여 통증을 유발할 수 있다. 어린아이에서 연쇄상구균 인두염은 전체 인후통의 35 ~ 37%를 차지한다.
바이러스 감염과 세균 감염의 증상은 매우 비슷하다. 몇몇 임상 가이드라인에서는 항생제를 처방하기 전에 인후통의 원인을 확실히 확인하고, 비화농성 합병증의 위험이 높은 어린이에게만 항생제 처방을 권고하고 있다. A군 연쇄상구균 감염은 인후배양이나 신속항원검사를 통해 진단할 수 있다. 인후배양을 할 때에는 인후 도말을 통해 얻은 표본을 혈액 한천배지에서 배양하여 A군 연쇄상구균을 확인한다. 인후배양은 민감도가 높아 적은 수의 세균에 감염된 환자에게 효과적이지만 결과가 나올 때까지 48시간 정도가 걸린다.
임상의는 환자의 증상과 소견만을 보고 치료를 결정하는 경우도 종종 있다. 미국에서 인후통 환자 중 성인의 2/3, 어린이의 절반 정도는 증상만 가지고 진단을 내리며, 세균 감염을 확인하기 위해 A군 연쇄상구균이 존재하는지 검사하지는 않는다.
A군 연쇄상구균을 검출하기 위한 신속항원검사는 표본을 넣었을 때 검사 키트의 색깔 변화를 통해 양성 또는 음성을 판정한다. 검사 키트는 면역학적 반응을 이용하여 A군 연쇄상구균에 특이적인 세포벽의 탄수화물 항원을 감지한다. 신속항원검사는 결과를 확인하기까지 5 ~ 10분 정도가 소요된다. 신속항원검사의 특이도는 95%에 이르지만 민감도는 85% 정도이다. 신속항원검사를 통해 전체적인 항생제 처방의 수가 줄어들었다.
센터 기준과 같은 여러 가지 임상적 점수 시스템이 임상의의 판단을 돕기 위해 발달해 왔다. 이러한 점수 시스템을 신속항원검사와 함께 사용하는 경우도 종종 있다. 점수 시스템은 관찰되는 소견과 증상을 바탕으로 세균 감염의 가능성을 판단한다.

## 치료
1/4 ~ 1/2 티스푼 정도의 소금을 약 230mL 물에 녹여 만든 소금물로 가글을 하면 인후의 통증이나 자극을 일시적으로 완화시킬 수 있다.
비스테로이드 항염증제(NSAIDs)나 파라세타몰(아세트아미노펜)과 같은 진통제는 통증을 줄여 주는 데에 도움이 된다. 코르티코스테로이드 사용은 통증 해소의 가능성을 약간 높여 주며 통증을 줄여 주지만, 이런 약간의 이득이 투약의 위험성을 넘는지에 대해서는 추가적인 분석이 필요하다. 항생제는 통증과 두통을 줄여 주고 인후통의 합병증을 일부 예방하기도 하지만, 이러한 효과는 경미하므로 항생제 내성의 위험성과 균형을 맞추어 조심히 처방해야 한다. 항생제가 인후통의 재발을 예방하는 데에 효과가 있는지는 알려져 있지 않다.
인후통을 포함한 감기나 인플루엔자 증상이 있을 때 따뜻한 음료를 마시면 도움이 된다는 속설이 있으나, 이를 뒷받침하는 근거는 매우 제한적이다. 인후통이 감기와 연관이 없고, 가령 편도염에 의해 생긴 경우에는 차가운 음료가 도움이 될 수도 있다.
인후통 환자에게 도움이 되는 진해정과 같은 약도 있다.
적극적인 치료를 하지 않을 경우 인후통은 2 ~ 7일 정도 지속된다.

## 통계
미국에서는 연간 240만 명의 환자가 인후 관련 증상을 주소로 응급의학과에 내원한다.